# Taheitia lamellicosta
Taheitia lamellicosta é uma espécie de gastrópode  da família Truncatellidae
É endémica de Guam.